# Baia Melkovodnaja
La baia Melkovodnaja (in russo бухта Мелководная) è un'insenatura situata sulla costa occidentale del golfo dell'Amur, in Russia. Affacciata sul mar del Giappone, si trova sulla sponda opposta e prospiciente alla città di Vladivostok. Appartiene al Chasanskij rajon, nel Territorio del Litorale (Circondario federale dell'Estremo Oriente).
La baia si inoltra nel continente a ovest della penisola Pesčanyj. L'area adiacente alle rive della baia è una vasta pianura coperta da cespugli, erba e canneti. Le sezioni elevate della costa si trovano solo ai promontori dell'entrata (capo Ogranoviča) e sulla costa nord-occidentale della baia, dove sorge una collina con un'altezza di 178,8 m. L'ismo che collega la penisola Pesčanyj al continente divide la baia Melkovodnaja dalla baia Pesčanaja.